# Liechtensteinische Männer-Handballnationalmannschaft
Die liechtensteinische Männer-Handballnationalmannschaft repräsentiert den Handballverband (LHV) Liechtensteins als Auswahlmannschaft auf internationaler Ebene bei Länderspielen im Handball gegen Mannschaften anderer nationaler Verbände.

## Geschichte
Der Liechtensteiner Handballverband wurde im Jahr 1977 gegründet. Nachdem bereits Mitte der 1980er Jahre die Jugendnationalmannschaft unter anderem am Partille-Cup im schwedischen Göteborg teilgenommen hatte, bestritt die A-Nationalmannschaft ihre ersten zwei Länderspiele am 13. und 14. Januar 1990 gegen Luxemburg. Das erste Spiel ging 25:14 und das zweite 31:16 verloren. Die Liechtensteiner wurden 1989 für diese zwei Spiele eingeladen, da sich Luxemburg auf die C-Weltmeisterschaft im März 1990 vorbereiteten. Die nächsten Spiele spielen die Auswahl im Jahr 2003 auf Malta an der von der Europäischen Handballföderation ausgerichteten EHF Challenge Trophy. Dort belegte man nach einem Sieg über Irland und vier Niederlagen gegen Aserbaidschan, Malta, das Vereinigte Königreich und Moldau in der Vorrunde und einem weiteren Erfolg über die Iren im Spiel um Platz 5 den vorletzten Platz. Seit diesem Wettbewerb fanden keine Länderspiele mehr statt. Im Jahr 2022 arbeitet der Verband an einer Wiederauflage der Nationalmannschaft.

## Spiele 1990
| Luxemburg                                                  | Luxemburg | Liechtenstein | Liechtenstein |
| ---------------------------------------------------------- | --- | --- | ------------- |
| Luxemburg                                                  | \| Samstag, 13. Januar 1990 um 18:00 Uhr in Luxemburg (Stadt) \| \| Ergebnis: 25:14 (12:7)[6][7] \| \| Zuschauer: 50 \| | \| Samstag, 13. Januar 1990 um 18:00 Uhr in Luxemburg (Stadt) \| \| Ergebnis: 25:14 (12:7)[6][7] \| \| Zuschauer: 50 \| | Liechtenstein |
| Luxemburg                                                  | Christian Fischer (TW), Ruedi Lantner (3), Niki Frommelt (3 / 2 Siebenmeter), Daniel Kieber (2), Wolfgang Strub (1), Stefano Näscher, Günter Hilzinger (1), Matthias Seger (1), Alex Hoop (1), Manfred Ospelt (2), Gaston Jehle Nicht eingesetzt: René Ritter und Patrick Wohlwend Cheftrainer: Willy Frommelt; Delegationsleiter: Bernhard Huber | | Liechtenstein |
| Samstag, 13. Januar 1990 um 18:00 Uhr in Luxemburg (Stadt) | | |               |
| Ergebnis: 25:14 (12:7)                                     | | |               |
| Zuschauer: 50                                              | | |               |

| Luxemburg                                             | Luxemburg | Liechtenstein | Liechtenstein |
| ----------------------------------------------------- | --- | --- | ------------- |
| Luxemburg                                             | \| Sonntag, 14. Januar 1990 in Krautem (Gemeinde Roeser) \| \| Ergebnis: 31:16 (13:6)[6][7] \| \| Zuschauer: 100 \| | \| Sonntag, 14. Januar 1990 in Krautem (Gemeinde Roeser) \| \| Ergebnis: 31:16 (13:6)[6][7] \| \| Zuschauer: 100 \| | Liechtenstein |
| Luxemburg                                             | Niki Frommelt (5 / 1 Siebenmeter), Anter (1, Schreibfehler), Daniel Kieber (1), Wolfgang Strub (2), Günter Hilzinger (2), Alex Hoop (3), Manfred Ospelt (1) und weitere Spieler (Ein Selbsttor der Luxemburger) Cheftrainer: Willy Frommelt; Delegationsleiter: Bernhard Huber | | Liechtenstein |
| Sonntag, 14. Januar 1990 in Krautem (Gemeinde Roeser) | | |               |
| Ergebnis: 31:16 (13:6)                                | | |               |
| Zuschauer: 100                                        | | |               |

## Statistik
| Land            | Sp. | S | U | N | Tore    | Diff. |
| --------------- | --- | - | - | - | ------- | ----- |
| Aserbaidschan   | 1   | 0 | 0 | 1 | 16:32   | −16   |
| Grossbritannien | 1   | 0 | 0 | 1 | 23:27   | −04   |
| Irland          | 2   | 2 | 0 | 0 | 54:40   | +14   |
| Luxemburg       | 2   | 0 | 0 | 2 | 30:56   | −26   |
| Malta           | 1   | 0 | 0 | 1 | 17:20   | −03   |
| Moldau          | 1   | 0 | 0 | 1 | 16:41   | −25   |
| Gesamt          | 8   | 2 | 0 | 6 | 156:216 | −60   |